# De rebus bellicis

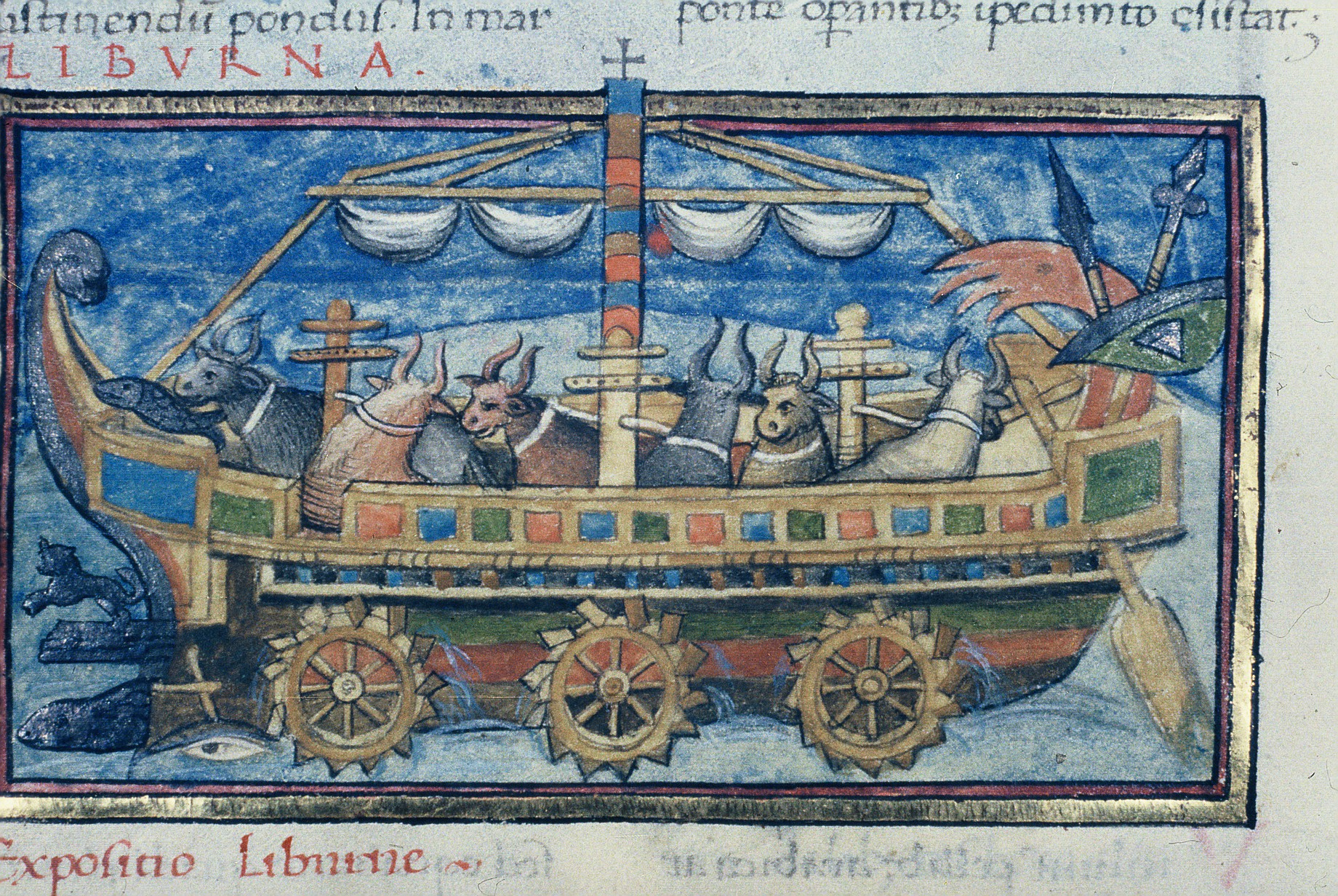
Miniature d'une liburne automotrice issue d'une copie du XV.

De rebus bellicis, litt. Des affaires militaires, est un ouvrage anonyme du IVe ou Ve siècle en bas latin répertoriant bon nombre de machines de guerre utilisées par l'armée romaine.

## L'auteur
L'auteur est anonyme et mal connu, il se définit comme un « particulier […] inspiré par le loisir et pas trop étranger au côté pratique des choses ». Son analyse précise des conséquences socio-économiques, de sa connaissance de l'administration, son statut de priuatus et la qualité de son expression avec son latin soigné laissent à penser qu'il est proche de la chancellerie, probablement un ancien haut-fonctionnaire. Curieusement, il ne précise pas ses fonctions, peut-être que c'est un magistrat municipal, un curiale (en) ou un assistant d'un apparitor. Les hypothèses évoquent un citoyen érudit. Son origine divise, ce n'est pas un barbare, des indices sont présents mais sans réelle certitude, probablement de la partie est de l'Empire d'Occident, potentiellement l'Illyrie. Il critique le pillage des temples païens par Constantin mais ce n'est pas une preuve du paganisme de l'auteur, car si le traité est adressé à Constance II, il se modère dans ses opinions.
L'intention de l'auteur est qu'il veut être utile, du côté pratique (commoditas), proche de la réalité quotidienne. Dans la préface, il se définit comme modeste, ingénieux et audacieux. Il n'est pas spécifiquement innovateur, il glane des connaissances et plusieurs utilités, recherchant le perfectionnement. Plusieurs théories modernes le traitent de faussaire, dénonçant des utopies et des maladresses.

## Le traité

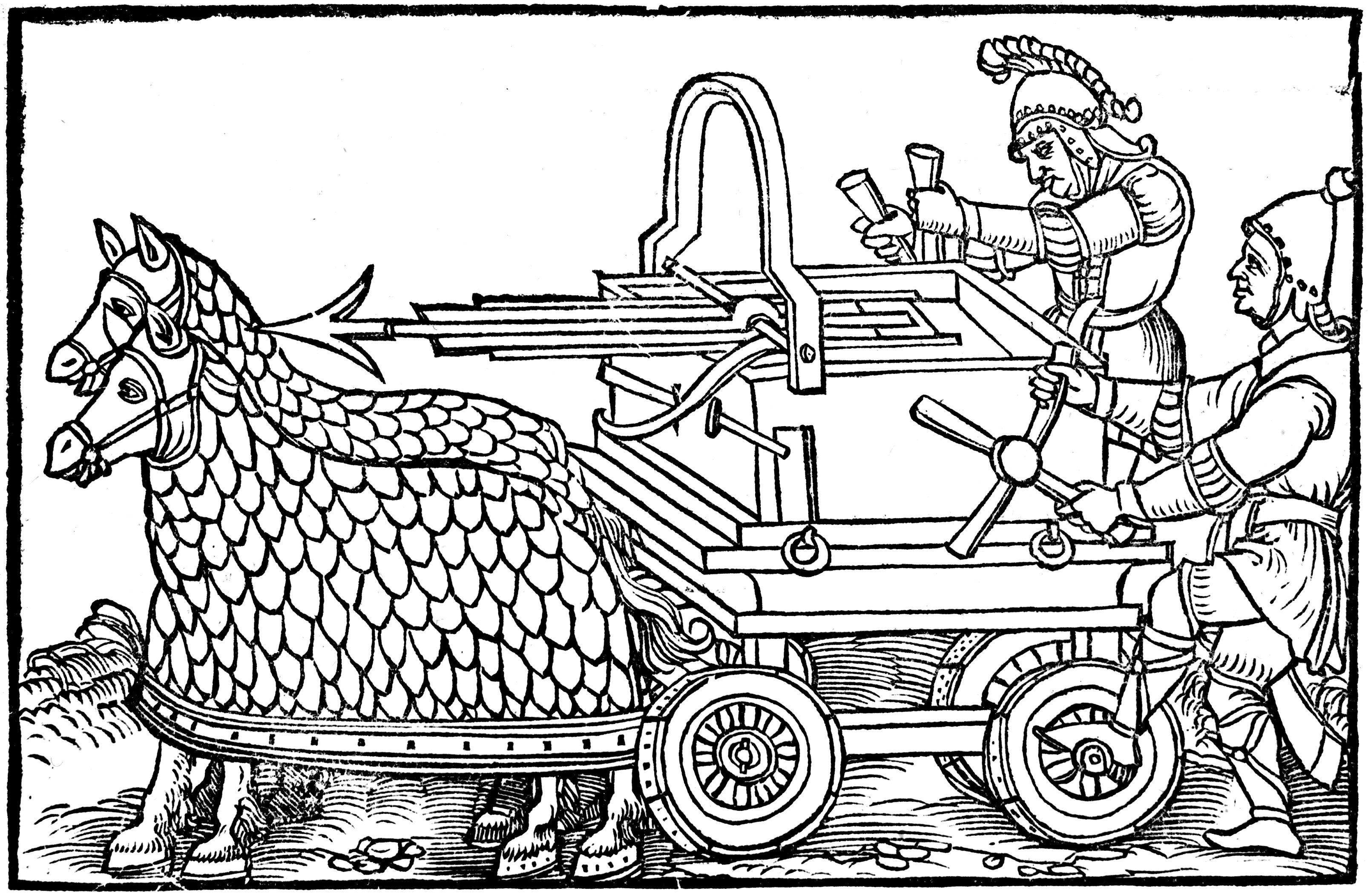
Gravure d'une baliste dans une édition de 1552.

Le titre du traité n'est pas authentique, le copiste s'est peut être attardé sur les illustrations pour qu'il soit nommé ainsi. Le traité se veut comme une analyse, une conception pratique de l'armée et du règlement du problème fiscal et du faux-monnayage. Il est destiné spécifiquement au chef de l'État.
Le traité est composé de 21 chapitres, en deux parties avec une préface où l'auteur donne ses intentions. Chaque chapitre a un titre, peut-être de l'auteur, mais sans certitude. Le plan se présente ainsi : 
Préface
I. Questions financières et administratives
- § 1 : Maîtrise des Dépenses
- § 2 : Époque de prodigalité et d'avidité
- § 3 : Fraude et réforme de la monnaie
- § 4 : Corruption des gouverneurs
- § 5 : Réduction des Dépenses militaires

II. Questions de guerre, descriptions des machines
- § 6 : Machines de Guerre
- § 7 : Baliste à quatre roues
- § 8 : mantelet
- § 9 : bouclier à pointe
- § 10 : trait plombé à pointes
- § 11 : trait plombé à fer conique
- § 12-14 : char à faux
- § 15 : thoracomachus
- § 16 : pont d'outres
- § 17 : liburne à bœuf
- § 18 : baliste foudroyante
- § 19 : appareil militaire
- § 20 : défense des frontières
- § 21 : remède pour résoudre les problèmes juridiques, sert de conclusion.

Le plan est parfois déséquilibré et incohérent, les titres des chapitres ne correspondent pas exactement au contenu. Il n'est pas exclu que les quelques lacunes dans la tradition manuscrite fassent perdre la signification. La conclusion amorce de nouvelles idées dans le domaine civil.

### Datation
La datation se révèle très complexe et incertaine, plusieurs hypothèses furent émises. Il fut composé après la mort de Constantin (337), peut-être avant la bataille d'Andrinople (378) si on compare le traité et le panégyrique de Pacatus pour Théodose. Mais la mention de la guerre avec les Perses demande une date beaucoup plus tardive, potentiellement jusqu'au règne d'Héraclius Ier au début du VIIe siècle. Les titres Auguste/César suggèrent que le traité a peut-être été publié sous Constance II. Plusieurs études ont déclaré que le terminus ante quem d'Andrinople n'est pas certain, d'où des hypothèses de publications sous Théodose, Valentinien III ou Justinien.
L'auteur s'adresse à des princes ayant des fils, ayant vaincu des usurpateurs. Trois règnes correspondent à ces critères : Constance II/Gallus, Constance II/Julien et Valentinien Ier/Valens. La troisième période est de loin la plus prisée des chercheurs, plusieurs indices montrent une concordance dans la période 368-369. Philippe Fleury modère cet intervalle en supposant une publication entre 366 (mort de Procope) et 370 (mort de Valentinianus Galates).

## Transmission
Le traité n'est pas mentionné dans la littérature antique. Le traité est évoqué, potentiellement par Roger Bacon en 1260, mais de manière certaine par Andrea Alciato en 1530. Le texte remonte à un ouvrage du Xe siècle, le Codex Spirensis de la cathédrale de Spire qui fut perdu au XVIe siècle. Ce manuscrit fut transcrit, les descendants permettent d'avoir un aperçu. C'est une compilation de l'époque médiévale de seize textes, les dix premiers sont géographiques, les cinq restant sont sur la thématique administrative et militaire, De rebus bellicis étant le onzième. Quatre manuscrits servent à l'établissement du texte. Les illustrations, malgré des dérives, sont probablement celles de la volonté de l'auteur, sans interpolations, qui furent reproduites par calque sur le Spirensis. Les dessins ont peut-être influencé Konrad Kyeser, Léonard de Vinci et le recueil des planches Art Militaire de L'Encyclopédie. Trois des textes du XVe et XVIe siècles dérivent probablement d'un manuscrit conservé à la Bibliothèque nationale de France, sous la référence Ms lat. 9661.

## Éditions
- Anonymi Auctoris De Rebus Bellicis. recensvit Robert I. Ireland (Bibliotheca scriptorvm Graecorvm et Romanorvm Tevbneriana), Lipsiae, 1984.
- Anónimo Sobre Asuntos Militare, Edited, trans. and comm. by Álvaro Sánchez–Ostiz (EUNSA), Pamplona, 2004.
- Anonyme (trad. Philippe Fleury), De Rebus Bellicis : Sur les Affaires Militaires, Les Belles Lettres, coll. « Collection des Universités de France », 2016.